# Angelo Monteverdi
Angelo Monteverdi (Cremona, 24 de gener de 1886 - Lavinio, municipi d'Anzio, 11 de juliol de 1967) fou un romanista i medievalista italià.

## Vida
Monteverdi va néixer a Cremona d'una família antiga entre els avantpassats de la qual hi havia el músic Claudio Monteverdi. Va estudiar a la Universitat de Milà, amb Francesco Novati; després va continuar estudis a Roma, amb Ernesto Monaci, a Berlín amb Heinrich Morf, a París amb Paul Meyer i a Florència amb Pio Rajna.
Després de participar en la Primera Guerra Mundial com a oficial d'infanteria (1915-1917) i com a agregat militar a Berna, fou professor de filologia romànica a la Universitat de Friburg de Suïssa (1922-1942) com a successor de Giulio Bertoni, després a Milà per un curt període, i finalment a la Universitat de la Sapienza de Roma fins a la jubilació (1943-1961). Fou degà de la Facultat de 1953 a 1961.
Fou director de la revista Cultura Neolatina. I co-director de les revistes Studi medievali i Studi romanzi. També vicepresident de la Societat de Lingüística Romànica (de 1965 fins a la seva mort).
Va ser doctor honoris causa de la Universitat de la Sorbona (1962) i de la Humboldt-Universität de Berlín (1965). També oficial de la Legió d'Honor.
Fou membre i, de 1964 fins a la seva mort, president de l'Accademia dei Lincei. Des de 1951 fou membre corresponent de l'Acadèmia de Bones Lletres de Barcelona; des de 1961 de l'Institut d'Estudis Catalans. Des de 1965 fou membre corresponent estranger de l'Académie des inscriptions et belles-lettres.
Els seus estudis cobriren un ampli camp d'interessos sempre relacionats amb la literatura, sobretot però no únicament medieval, i la lingüística. Publicà nombrosos articles sobre temes que van de la cançó de gesta, a autors espanyols com Calderón, a Dante, i no escaparen al seu interès autors com Leopardi. També publicà diversos manuals universitaris.
S'ha posat el seu nom a la biblioteca de lletres de la Universitat de La Sapienza, que conserva el fons de la seva biblioteca personal.

## Obra
- "La leggenda di sant’Eustachio". In: Studi medievali 1909–1910 (Tesi di laurea)
- "Un episodio della battaglia di Roncisvalle nella poesia castigliana e portoghese". In: Studi di Filologia moderna, 1912
- "Le fonti de 'La vida es sueño'". In: Studi di Filologia moderna, 1913
- Gli "esempi" di Jacopo Passavanti, 1913-1914
- Tre "commedie famose" di don Pedro Calderón, 1916
- Il primo dramma neolatino, 1920
- (traductor) P. Calderón de la Barca, Drammi, 1920-1921, 2 vol.
- (traductor) Lope de Vega, Il miglior giudice è il Re, 1922
- (edita i completa el volum deixat pel seu mestre a la seva mort) Francesco Novati, "Le Origini", Storia letteraria d'Italia, Scritta da una Società di Professori. Milà: Vallardi 1926
- Testi volgari italiani anteriori al duecento, Roma 1935 (reeditat: Testi volgari dei primi tempi, 1941, 1948)
- Saggi neolatini, Roma 1945
- L'epopea francese, Roma 1947
- La poesia lirica provenzale, 1949
- El descubrimiento de la edad media, 1950
- Manuale di avviamento agli studi romanzi. Le lingue romanze, Milà 1952
- Studi e saggi sulla letteratura italiana dei primi secoli, Milà 1954, 1964
- Le origine delle letterature romanze : lezioni di filologia, 2 vol., 1953-1954
- La materia di Bretagna : lezioni di filologia, 1955
- La poesia provenzale in Italia : lezioni di filologia, 1956
- Teatro spagnolo del secolo d'oro, 1957 (amb una antologia)
- Frammenti critici leopardiani, Milà 1967
- "La laisse épique". In: Les congrès et colloques de l'Université de Liège. XI, La technique littéraire des chansons de geste, 1959
- "Un fragment manuscrit de l'Entrée d'Espagne". In: Cahiers de Civilisation médiévale, 1960
- Il canto XXVI del Purgatorio, 1965
- "Problèmes de versification romane". In: Actes du 2e congrès international de linguistique romane, 1966
- Frammenti critici leopardiani. Cento e Duecento: nuovi studi e saggi su lingua e letteratura dei primi secoli, 1967 (pòstum)